# Tetragnatha margaritata
Tetragnatha margaritata là một loài nhện trong họ Tetragnathidae.
Loài này thuộc chi Tetragnatha. Tetragnatha margaritata được miêu tả năm 1872 bởi L. Koch.